# Раздробяване на местообитанията
Раздробяването (или фрагментацията) на местообитанията е екологична промяна от голямо значение за еволюцията и консервационната биология.
Терминът описва възникването на зони на прекъснатост (фрагменти) в предпочитаната от един организъм околна среда (хабитат). Раздробяването на местообитанията може да бъде причинено от геоложки процеси, които бавно променят облика на физическата околна среда или от човешка дейност, като например промяната на начина на ползване на един терен, с което промяната на околната среда може да се ускори.
Счита се, че фрагментирането на местообитанията е от една страна една от основните причини за видообразуването, а от друга страна води до измиране на много видове.
|  | Тази страница частично или изцяло представлява превод на страницата Habitat fragmentation в Уикипедия на английски. Оригиналният текст, както и този превод, са защитени от Лиценза „Криейтив Комънс – Признание – Споделяне на споделеното“, а за съдържание, създадено преди юни 2009 година – от Лиценза за свободна документация на ГНУ. Прегледайте историята на редакциите на оригиналната страница, както и на преводната страница, за да видите списъка на съавторите. ВАЖНО: Този шаблон се отнася единствено до авторските права върху съдържанието на статията. Добавянето му не отменя изискването да се посочват конкретни източници на твърденията, които да бъдат благонадеждни. |